# Microsoft InfoPath
Microsoft InfoPath (Microsoft Office InfoPath) foi  um aplicativo da Microsoft utilizado para desenvolver dados no formato XML. Ele padroniza os vários tipos de formulários, o que ajuda a reduzir os custos do desenvolvimento personalizado de cada empresa.
O programa entrou em ação no pacote do Office 2003 foi incluído também no Office 2007 e Office 2010. Não está disponível na versão Microsoft Works 6.0.

## Desenvolvimento
O InfoPath é um membro de produtos Office, que apresenta um cenário de uso diferente de outros aplicativos, como Word e Excel. Antes de usar o InfoPath para preencher um formulário, o usuário deve desenvolver um modelo do InfoPath primeiro. 
Todos os dados armazenados nos formulários do InfoPath são armazenados em um formato XML, que é referida como a fonte de dados. 
O InfoPath fornece vários controles (por exemplo: Textbox, Radio Button, Checkbox etc.) para apresentar os dados na fonte de dados para usuários finais. Para tabelas de dados e fontes de dados secundários, tabelas de repetição e outros controles de repetição podem ser introduzidos. Para cada um desses controles, as ações (chamadas "regras") pode ser ativadas. A regra define uma ação específica que será realizada sob determinadas condições. Por exemplo, uma regra simples poderia ser: "Altere o campo 'Total' para 100 quando o número em 'campo1' for alterado".
Ações mais complexas podem ser desenvolvidas através de validação de dados. É claro, validação de dados também pode ser feito com programação VBA dentro de um documento do Microsoft Word ou uma planilha Excel.
O Infopath não está disponível no Microsoft Office 2016 